# Enicospilus obliquus
Enicospilus obliquus là một loài tò vò trong họ Ichneumonidae.